# Mirador de la Memoria
El Mirador de la Memoria es un monumento ubicado en la localidad de El Torno, Cáceres (España), en el valle del Jerte. El conjunto escultórico, dedicado a la memoria de las víctimas de la Guerra civil española, es obra de Francisco Cedenilla Carrasco y fue inaugurado en 2009.

## Ubicación
El monumento se encuentra ubicado en el Mirador del Silencio, un mirador en el valle del Jerte, a un lado de la carretera CC-51, que une la N-110 con El Torno, localidad a 2 km de distancia.

## Descripción e historia
A raíz de la promulgación de la Ley de Memoria Histórica, la Asociación Comarcal de Jóvenes del valle del Jerte, que durante varios años habían estado organizando jornadas sobre la Memoria Histórica, compró al escultor Francisco Cedenilla Carrasco el conjunto que consta de cuatro esculturas a tamaño natural de 3 hombres y 1 mujer, todos desnudos. La asociación realizó una búsqueda para localizar las esculturas y remitió cartas a los once ayuntamientos del valle, recibiendo solo dos respuestas. Así fue instalado en el denominado Mirador del Silenco, del municipio de El Torno, con los personajes mirando hacia el acantilado y a la sierra de Tormantos.
A los pocos días de inaugurado, el 24 de enero de 2009, el monumento fue tiroteado. El autor declaró que los impactos de proyectil que se aprecian en las esculturas, completaron su obra, por lo cual no necesitaba reparación.
En el lugar se celebran diversos actos en memoria de las víctimas y represaliados de la guerra civil y el franquismo. Uno de ellos, el día del guerrillero, se celebra cada primer domingo de octubre en recuerdo de los guerrilleros que defendieron las montañas del Valle del Jerte.
El monumento llamó la atención pública al aparecer en la película El silencio de otros de 2018, ganadora del premio Goya al mejor documental.